# II liga polska w piłce nożnej (1979/1980)
II liga 1979/1980 – 32. edycja rozgrywek drugiego poziomu ligowego piłki nożnej mężczyzn w Polsce. Wzięły w nich udział 32 drużyny, grając w dwóch grupach systemem kołowym. Sezon ligowy rozpoczął się w sierpniu 1979, ostatnie mecze rozegrano w czerwcu 1980.
| Poziomy rozgrywkowe w sezonie 1979/1980 | Poziomy rozgrywkowe w sezonie 1979/1980 | Poziomy rozgrywkowe w sezonie 1979/1980 |
| Rozgrywki                               | P                                       | Nazwa                                   |
| --------------------------------------- | --------------------------------------- | --------------------------------------- |
| Centralne                               | I                                       | I liga                                  |
| Centralne                               | II                                      | II liga (2 grupy)                       |
| Makroregionalne                         | III                                     | III Liga (8 grup)                       |
| Okręgowe (49 okręgów)                   | IV                                      | Liga okręgowa                           |
| Okręgowe (49 okręgów)                   | V                                       | A klasa                                 |
| Okręgowe (49 okręgów)                   | VI                                      | B klasa                                 |

## Drużyny

### Grupa I
| Uczestnicy poprzedniej edycji | Uczestnicy poprzedniej edycji |
| ----------------------------- | ----------------------------- |
| Bałtyk Gdynia                 | 2                             |
| Lechia Gdańsk                 | 3                             |
| Zagłębie Wałbrzych            | 4                             |
| Małapanew Ozimek              | 5                             |
| Moto Jelcz Oława              | 6                             |
| ROW Rybnik                    | 7                             |
| Górnik Wałbrzych              | 8                             |

| Piast Gliwice              | 9  |
| Stilon Gorzów Wielkopolski | 10 |
| Stoczniowiec Gdańsk        | 11 |
| Olimpia Poznań             | 12 |
| Spadek z I ligi 1978/1979  |    |
| Pogoń Szczecin             | 15 |

| grupa I                |   |
| Chemik Bydgoszcz       | 1 |
| grupa VI               |   |
| PKS Odra Wrocław       | 1 |
| grupa VII              |   |
| Stal Stocznia Szczecin | 1 |
| grupa VIII             |   |
| Włókniarz Pabianice    | 1 |

### Grupa II
| Uczestnicy poprzedniej edycji  | Uczestnicy poprzedniej edycji |
| ------------------------------ | ----------------------------- |
| Star Starachowice              | 2                             |
| GKS Tychy                      | 3                             |
| Concordia Piotrków Trybunalski | 4                             |
| RKS Ursus                      | 5                             |
| Radomiak Radom                 | 6                             |
| Cracovia                       | 7                             |
| Motor Lublin                   | 8                             |

| Resovia                   | 9  |
| Raków Częstochowa         | 10 |
| Stal Stalowa Wola         | 11 |
| Avia Świdnik              | 12 |
| Spadek z I ligi 1978/1979 |    |
| Gwardia Warszawa          | 16 |

| grupa II         |   |
| Polonez Warszawa | 1 |
| grupa III        |   |
| Broń Radom       | 1 |
| grupa IV         |   |
| Hutnik Nowa Huta | 1 |
| grupa V          |   |
| GKS Jastrzębie   | 1 |

## Rozgrywki
Uczestnicy obu grup rozegrali po 30 kolejek ligowych (razem 240 spotkań) w dwóch rundach: jesiennej i wiosennej. Mistrzowie grup uzyskali awans do I ligi, zaś do klasy międzywojewódzkiej spadły drużyny z miejsc 13–16.

### Grupa I – tabela
| Lp. | Drużyna                    | M  | Z  | R  | P  | Bramki | Bramki | Różn. | Pkt | Uwagi                            | Bezpośrednio                       |
| --- | -------------------------- | -- | -- | -- | -- | ------ | ------ | ----- | --- | -------------------------------- | ---------------------------------- |
| 1   | Bałtyk Gdynia (M) (A)      | 30 | 18 | 8  | 4  | 46     | 20     | +26   | 44  | Awans do I ligi                  |                                    |
| 2   | Zagłębie Wałbrzych         | 30 | 17 | 7  | 6  | 40     | 17     | +23   | 41  |                                  |                                    |
| 3   | Stal Stocznia Szczecin     | 30 | 11 | 13 | 6  | 31     | 23     | +8    | 35  |                                  |                                    |
| 4   | Górnik Wałbrzych           | 30 | 14 | 6  | 10 | 32     | 20     | +12   | 34  |                                  |                                    |
| 5   | Stoczniowiec Gdańsk        | 30 | 11 | 10 | 9  | 34     | 27     | +7    | 32  |                                  |                                    |
| 6   | Lechia Gdańsk              | 30 | 10 | 11 | 9  | 30     | 31     | −1    | 31  |                                  |                                    |
| 7   | Piast Gliwice              | 30 | 10 | 10 | 10 | 34     | 29     | +5    | 30  | PIA–POG 2:0 POG–PIA 2:1          |                                    |
| 8   | Pogoń Szczecin             | 30 | 11 | 8  | 11 | 29     | 28     | +1    | 30  | PIA–POG 2:0 POG–PIA 2:1          |                                    |
| 9   | Moto Jelcz Oława           | 30 | 10 | 9  | 11 | 28     | 27     | +1    | 29  | MOT: 5 pkt OLI: 4 pkt STI: 2 pkt |                                    |
| 10  | Olimpia Poznań             | 30 | 8  | 13 | 9  | 25     | 33     | −8    | 29  | MOT: 5 pkt OLI: 4 pkt STI: 2 pkt |                                    |
| 11  | Stilon Gorzów Wielkopolski | 30 | 11 | 7  | 12 | 23     | 24     | −1    | 29  | MOT: 5 pkt OLI: 4 pkt STI: 2 pkt |                                    |
| 12  | ROW Rybnik                 | 30 | 8  | 10 | 12 | 32     | 29     | +3    | 26  | ROW–CHB 1:1 CHB–ROW 0:1          |                                    |
| 13  | Chemik Bydgoszcz (S)       | 30 | 9  | 8  | 13 | 27     | 33     | −6    | 26  | ROW–CHB 1:1 CHB–ROW 0:1          | Spadek do klasy międzywojewódzkiej |
| 14  | Małapanew Ozimek (S)       | 30 | 8  | 9  | 13 | 25     | 42     | −17   | 25  |                                  | Spadek do klasy międzywojewódzkiej |
| 15  | Włókniarz Pabianice (S)    | 30 | 8  | 8  | 14 | 25     | 37     | −12   | 24  |                                  | Spadek do klasy międzywojewódzkiej |
| 16  | PKS Odra Wrocław1 (S)      | 30 | 5  | 5  | 20 | 17     | 58     | −41   | 15  | Drużyna rozwiązana               |                                    |

### Grupa II – tabela
| Lp. | Drużyna                        | M  | Z  | R  | P  | Bramki | Bramki | Różn. | Pkt | Uwagi                                       | Bezpośrednio |
| --- | ------------------------------ | -- | -- | -- | -- | ------ | ------ | ----- | --- | ------------------------------------------- | ------------ |
| 1   | Motor Lublin (M) (A)           | 30 | 20 | 8  | 2  | 58     | 20     | +38   | 48  | Awans do I ligi                             |              |
| 2   | Gwardia Warszawa               | 30 | 14 | 10 | 6  | 48     | 20     | +28   | 38  |                                             |              |
| 3   | Broń Radom                     | 30 | 13 | 9  | 8  | 39     | 34     | +5    | 35  |                                             |              |
| 4   | Cracovia                       | 30 | 12 | 10 | 8  | 39     | 35     | +4    | 34  |                                             |              |
| 5   | Stal Stalowa Wola              | 30 | 12 | 9  | 9  | 38     | 32     | +6    | 33  |                                             |              |
| 6   | Resovia                        | 30 | 13 | 5  | 12 | 34     | 34     | 0     | 31  |                                             |              |
| 7   | Radomiak Radom                 | 30 | 10 | 10 | 10 | 35     | 38     | −3    | 30  |                                             |              |
| 8   | GKS Tychy                      | 30 | 11 | 7  | 12 | 39     | 39     | 0     | 29  |                                             |              |
| 9   | Hutnik Nowa Huta               | 30 | 11 | 6  | 13 | 39     | 43     | −4    | 28  |                                             |              |
| 10  | RKS Ursus                      | 30 | 9  | 9  | 12 | 30     | 38     | −8    | 27  | URS: 5 pkt, 10–6 STA: 5 pkt, 7–5 CON: 2 pkt |              |
| 11  | Star Starachowice              | 30 | 10 | 7  | 13 | 37     | 44     | −7    | 27  | URS: 5 pkt, 10–6 STA: 5 pkt, 7–5 CON: 2 pkt |              |
| 12  | Concordia Piotrków Trybunalski | 30 | 10 | 7  | 13 | 30     | 44     | −14   | 27  | URS: 5 pkt, 10–6 STA: 5 pkt, 7–5 CON: 2 pkt |              |
| 13  | Polonez Warszawa (S)           | 30 | 9  | 8  | 13 | 40     | 51     | −11   | 26  | Spadek do klasy międzywojewódzkiej          |              |
| 14  | Raków Częstochowa (S)          | 30 | 9  | 6  | 15 | 26     | 40     | −14   | 24  | Spadek do klasy międzywojewódzkiej          |              |
| 15  | Avia Świdnik (S)               | 30 | 7  | 8  | 15 | 28     | 45     | −17   | 22  | Spadek do klasy międzywojewódzkiej          |              |
| 16  | GKS Jastrzębie (S)             | 30 | 7  | 7  | 16 | 31     | 34     | −3    | 21  | Spadek do klasy międzywojewódzkiej          |              |